# Abies densa
Abies densa je druh jedle, jehličnatý strom z čeledi borovicovité. Je to vysokohorská dřevina, rostoucí v Asii.

## Popis
Jedle Abies densa je stálezelený, jehličnatý strom, dorůstající výšky 60 m. Koruna je pyramidální, později seshora zploštělá. Borka je šupinovitá, šedá, s přibývajícím věkem stromu rozpukaná na hranaté pláty. Letorosty jsou šedožluté. Jehlice jsou 1,5-5 cm dlouhé a 1,5-2,5 mm široké, tmavě zelené. Samčí šištice jsou 2-4,5 cm dlouhé, žluté. Šišky jsou válcovité, 8-12 cm dlouhé a 4-5,5 cm široké, zpočátku purpurově modré, později tmavě purpurové. Semena jsou 8 mm dlouhá a 4 mm široká, s hnědým, 10 mm dlouhým křídlem.

## Výskyt
Domovinou stromu je Bhútán, Čína, Tibet, Nepál, Indie (státy Arunáčalpradéš, Ásám, Sikkim, Dárdžiling).

## Ekologie
Vysokohorský strom, roste v nadmořských výškách 2450-4000 m, v kamenitých půdách – lithozolech. Klima vlhké, monzunové. Strom je mrazuvzdorný do minus 12 °C.

## Využití člověkem
Dřevo stromu je používáno ve stavebnictví.

## Ohrožení
Rozšířený a hojný druh, není ohrožen.